# Cidaria multistriata
Cidaria multistriata är en fjärilsart som beskrevs av Rothschild 1914. Cidaria multistriata ingår i släktet Cidaria och familjen mätare. Inga underarter finns listade i Catalogue of Life.